# Nuupasjärvi
Nuupasjärvi är en sjö i Finland. Den ligger i kommunen Ranua i landskapet Lappland, i den norra delen av landet, 700 km norr om huvudstaden Helsingfors. Nuupasjärvi ligger 157,8 meter över havet. Arean är 46,6 hektar och strandlinjen är 2,99 kilometer lång. Sjön  ingår i Kuivajokis huvudavrinningsområde. 